# Svart sköldlav
Svart sköldlav (Melanelia stygia) är en lavart som först beskrevs av L., och fick sitt nu gällande namn av Essl. Svart sköldlav ingår i släktet Melanelia och familjen Parmeliaceae.  Arten är reproducerande i Sverige. Inga underarter finns listade i Catalogue of Life.

## Källor

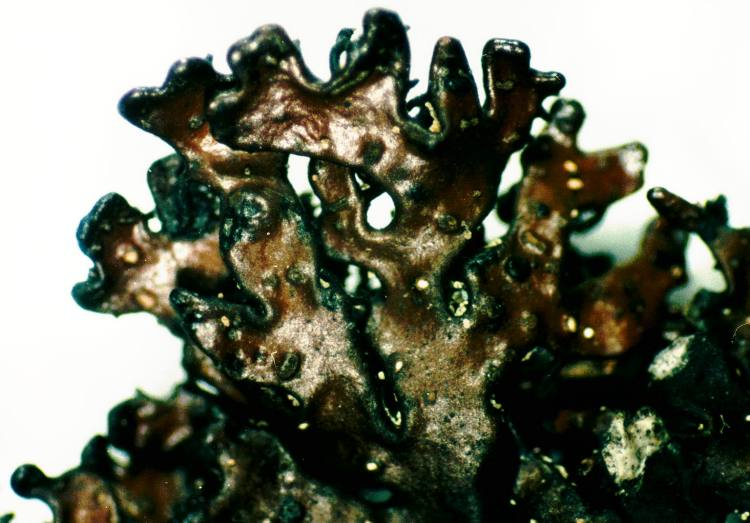
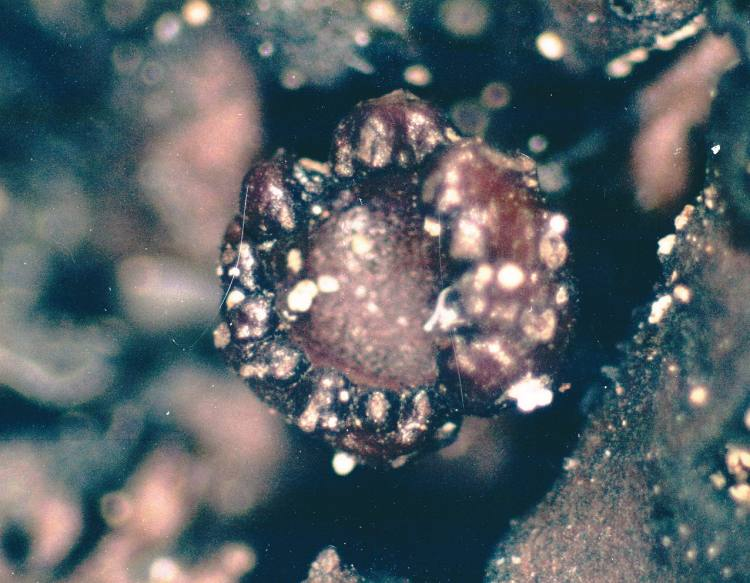
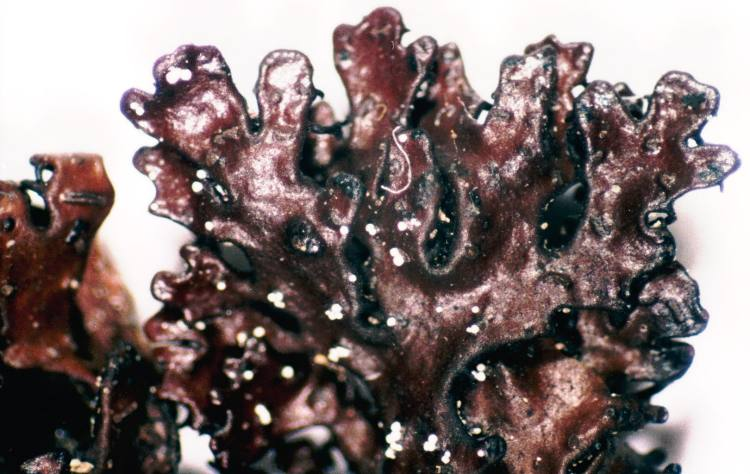
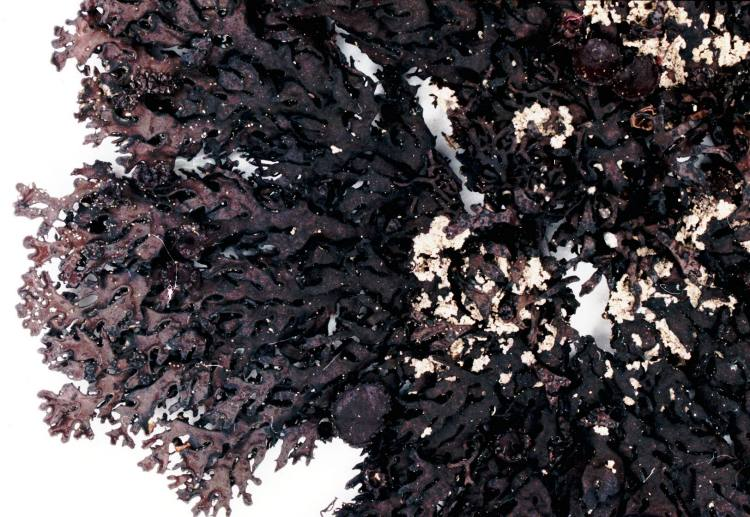